# وسلبورنر دایشهاوزن
وسلبورنر دایشهاوزن (به آلمانی: Wesselburener Deichhausen) یک شهر در آلمان است که در Büsum-Wesselburen واقع شده‌است. وسلبورنر دایشهاوزن ۱۴۶ نفر جمعیت دارد.